# Lula Ferreira
Aluísio Elias "Lula" Ferreira Xavier (São Paulo, 2 de janeiro de 1951) é um ex-técnico brasileiro de basquete. Atualmente é coordenador técnico no Franca Basquete.

## Carreira
Iniciou a carreira de treinador na A Hebraica de São Paulo. Treinou as seleções juvenis do Brasil até ser auxiliar técnico de Hélio Rubens Garcia quando este fora o técnico da Seleção Brasileira de Basquete. Substitui-o em janeiro de 2003, levando o Brasil à medalha de ouro nos Jogos Pan americanos de Santo Domingo 2003. Porém logo em seguida aos jogos, obteve apenas o 7.º lugar no Torneio Pré-Olímpico das Américas, em San Juan de Porto Rico, em que se disputava três vagas à Olimpíada de Atenas em 2004.
Em 2006, a seleção masculina teve um fraco desempenho no campeonato mundial de 2006 — das cinco partidas disputadas, só venceu uma, contra o fraco Catar.
Nos Jogos Pan Americanos do Rio 2007, novamente sagrou-se campeão, mas em seguida amargou novo fracasso, no Torneio Pré-Olímpico de Las Vegas (EUA) — na disputa por duas vagas à Olimpíada de Pequim 2008, a seleção foi derrotada nas semifinais pela seleção argentina (91 a 80). Em 6 de setembro de 2007, foi  anunciada sua demissão do comando da seleção.
Em 2008, treinou a equipe brasiliense do IVB Brasília, que obteve o vice-campeonato brasileiro de 2008 e o título de campeão da Liga das Américas 2008/2009.
Após o término da temporada, assumiu o cargo de gerente técnico da Liga Nacional de Basquete, responsável pela criação do Novo Basquete Brasil, deixando o cargo em junho de 2012 para assumir uma das mais tradicionais equipes deste esporte no Brasil, o Franca Basquetebol Clube.
Lula Ferreira já foi técnico de vários clubes brasileiros, sendo campeão brasileiro treinando o COC/Ribeirão Preto, mas nunca treinou algum time fora do Brasil.
É primo em segundo grau do treinador de futebol Arthur Elias.